# Macronemurus delicatulus
Macronemurus delicatulus là một loài côn trùng trong họ Myrmeleontidae thuộc bộ Neuroptera. Loài này được Morton miêu tả năm 1926.